# Kanta Makino
Kanta Makino (japanisch 牧野 寛太 Makino Kanta; * 2. Juni 1997 in der Präfektur Osaka) ist ein japanischer Fußballspieler.

## Karriere
Makino erlernte das Fußballspielen in der Schulmannschaft der Riseisha High School und der Universitätsmannschaft der Kansai-Universität. Seinen ersten Vertrag unterschrieb er 2020 bei AC Nagano Parceiro. Der Verein aus Nagano spielte in der dritten japanischen Liga des Landes, der J3 League.